# Ljustjärnen (Grangärde socken, Dalarna, 668804-146313)
Ljustjärnen är en sjö i Ludvika kommun i Dalarna och ingår i Dalälvens huvudavrinningsområde.